# EF Commander
EF Commander — двухпанельный файловый менеджер с закрытым исходным кодом работающий под управлением Microsoft Windows.
Первая версия была написана в 1994 году Эмилем Фикселем для OS/2 и спустя два года был портирована на 32-битную операционную систему Microsoft Windows. Внешним видом и некоторыми возможностями похож на Total Commander.

## Возможности
- Поддержка UNICODE.
- Поддержка 64-разрядных операционных систем.
- Двухпанельный многоязычный GUI интерфейс.
- Поддержка более 20 архивов, включая 7-Zip, ACE, ARC, ARJ, BZIP2, CAB, cpio, gzip, IMG, ISO, LHA, RAR, RPM, SFX, SQX, TAR, TBZ, TGZ, ZIP, Zip64, ZOO.
- Поддержка табов.
- Минимальное потребление системных ресурсов.
- Встроенный FTP-клиент, HEX редактор, медиа-проигрыватель, просмотрщик графических файлов и текстовый редактор.
- Поддержка Drag & Drop.
- Синхронизация каталогов.
- Поддержка плагинов.
- Эскизы.

## Недостатки
- Отсутствие кроссплатформенности.
- Закрытый исходный код.
- Частое выскакивание окна с предложением зарегистрировать программу.